# Забрде (Стон)
42°51′ пн. ш. 17°35′ сх. д. / 42.85° пн. ш. 17.59° сх. д.
Забрде (хорв. Zabrđe) — населений пункт у Хорватії, у Дубровницько-Неретванській жупанії у складі громади Стон.

## Населення
Населення за даними перепису 2011 року становило 61 осіб.
Динаміка чисельності населення поселення: